# Mustapha Naït Birrou
Mustapha Naït Birrou (Erguita, Taroudant, Marokko, 1961), is een bekend persoon in Antwerpen. Hij was lang straathoekwerker en kreeg voor zijn werk de Prijs voor de Democratie. Hij schreef twee dichtbundels: De ekster bij dageraad (2013) en De wolkenvanger (2014).